# De Atlantiër
Heer Bommel en de Atlantiër of kortweg De Atlantiër is het 69ste verhaal uit de Bommelsaga, geschreven en getekend door Marten Toonder. Het verhaal verscheen voor het eerst op 27 februari 1956 en liep tot 18 mei van dat jaar. Thema: Hoe ontmasker je tijdreizigers voordat ze jou ontmaskeren?

## Samenvatting
In Rommeldam duikt iemand op die naar eigen zeggen van Atlantis komt en met een tijdcapsule is gereisd. Maar er moet een nieuwe capsule gemaakt worden, en daar is veel goud voor nodig. Tom Poes en professor Prlwytzkofsky vertrouwen het niet. 
Heer Bommel gaat drie jaar op tijdreis, althans dat denkt hij. Uiteindelijk blijkt het allemaal oplichting, en de vermeende atlantiër wordt gearresteerd.

## Voetnoot
1. ↑   Marten Toonder zegt hierover in het voorwoord van band 14 van De Volledige Werken: “Er zijn geleerden van naam, die zich met tijdreizen bezig houden. Volgens professor Stephen Hawking is het onmogelijk. Maar dat is geen reden volgens hem om er niet in te geloven. Wetenschappelijk staan tijdreizen dus op dezelfde hoogte als het verzonken werelddeel Atlantis.”

## Hoorspel
- De Atlantiër in het Bommelhoorspel